# Dendromus
Dendromus é um gênero de roedores da família Nesomyidae.

## Espécies
- Dendromus insignis (Thomas, 1903)
- Dendromus kahuziensis Dieterlen, 1969
- Dendromus lachaisei Denys & Aniskine, 2012
- Dendromus leucostomus Monard, 1933
- Dendromus lovati (de Winton, 1900)
- Dendromus melanotis (A. Smith, 1834)
- Dendromus mesomelas (Brants, 1827)
- Dendromus messorius Thomas, 1903
- Dendromus mystacalis (Heuglin, 1863)
- Dendromus nyasae Thomas, 1916
- Dendromus nyikae Wroughton, 1909
- Dendromus oreas Osgood, 1936
- Dendromus ruppi
- Dendromus vernayi Hill e Carter, 1937